# Arai (metropolitana di Sendai)
Arai (荒井駅?, Arai-eki) è una stazione della metropolitana di Sendai situata nel quartiere di Wakabayashi-ku a Sendai, in Giappone. Al momento è il capolinea orientale della linea Tōzai, sebbene i binari proseguino fino al deposito di Arai.

## Linee
■ Linea Tōzai

## Struttura
La stazione è dotata di un fabbricato viaggiatori, di un piano, in superficie, che contiene il mezzanino, i varchi di accesso, la biglietteria e alcune attività commerciali. Inoltre qui è presente un memoriale per il terremoto e maremoto del Tōhoku del 2011. 
Al piano sottostante sono presenti i binari, protetti da porte di banchina a metà altezza, con un marciapiede a isola.
| 1-2 | ■ Linea Tōzai | per Sendai e Yagiyama-Dōbutsu-Kōen |

## Stazioni adiacenti
| «           | Servizio    | »           |
| Linea Tōzai | Linea Tōzai | Linea Tōzai |
| ----------- | ----------- | ----------- |
| Rokuchōnome | -           | Capolinea   |